# Meadowbank (Nouvelle-Zélande)
Pour les articles homonymes, voir Meadowbank.
Meadowbank est une banlieue de la cité d’Auckland, située dans l 'île du Nord de la Nouvelle-Zélande.

## Municipalités limitrophes
C’est le siège de la gare de Meadowbank (en).

## Gouvernance
Meadowbank est sous la gouvernance locale du Conseil d'Auckland.

## Population
Le recensement de 2006 en Nouvelle-Zélande (en) décompte la banlieue comme 2 parties: «Meadowbank North» et «Meadowbank South», avec ‘St John's Road’ comme ligne de partage : Meadowbank North ayant 6 588 habitants et Meadowbank South ayant 5 118 résidents.
Les deux zones combinées ont une population de 11 016 habitants ,.

## Activité économique
Meadowbank a un centre commercial nommé : « Meadowbank Shopping Centre», au coin de ‘Gerard Way’ et de ‘St John's Road’.
Le cimetière de «Purewa Cemetery», qui est l’un des plus grands cimetières du centre d‘Auckland, est situé dans la banlieue de Meadowbank et est accessible à partir de ‘St John's Road’. 

## Éducation
- Le collège St John d’Auckland (en) et le séminaire sont aussi localisés au niveau de  ‘St John's Road’.
- Les écoles primaires locales sont: «Meadowbank School» (public) et « Mt Carmel School», de Meadowbank (une école catholique intégrée au système public).
- Les écoles secondaires locales sont collège Selwyn d’ Auckland (en) et collège du Sacré-Cœur de Baradene (en)

## Loisirs
Meadowbank est aussi le siège de la «Waiatarua Reserve», la plus grande zone humide urbaine, qui est l’objet d’un projet de restauration en Nouvelle-Zélande.
Les 20 hectares de la réserve était autrefois un lac d’eau douce, mais le paysage fut altéré par l’éruption du volcan Maungarei (Mont Wellington), il y a approximativement 9 000 ans .